# اوندورخان
اوندورخان (به مغولی: ᠥᠨᠳᠦᠷᠬᠠᠨ) (به سیرلیک:Өндөрхаан) شهری در استان خنتی کشور مغولستان است که در سال ۱۹۹۷ میلادی دارای ۱۱٬۱۰۰ نفر جمعیت بوده و 
در سال ۲۰۰۸ با رشدی معادل +۱٫۱% (۳٬۷۰۰ نفر)، تعداد سکنه‌های آن به ۱۴٬۸۰۰ رسیده‌است.